# سانتا مونیکا (تگزاس)
سانتا مونیکا (به انگلیسی: Santa Monica) یک منطقهٔ مسکونی در ایالات متحده آمریکا است که در تگزاس واقع شده‌است. سانتا مونیکا ۸۳ نفر جمعیت دارد و ۵ متر بالاتر از سطح دریا واقع شده‌است.